# Kathleen Blanco

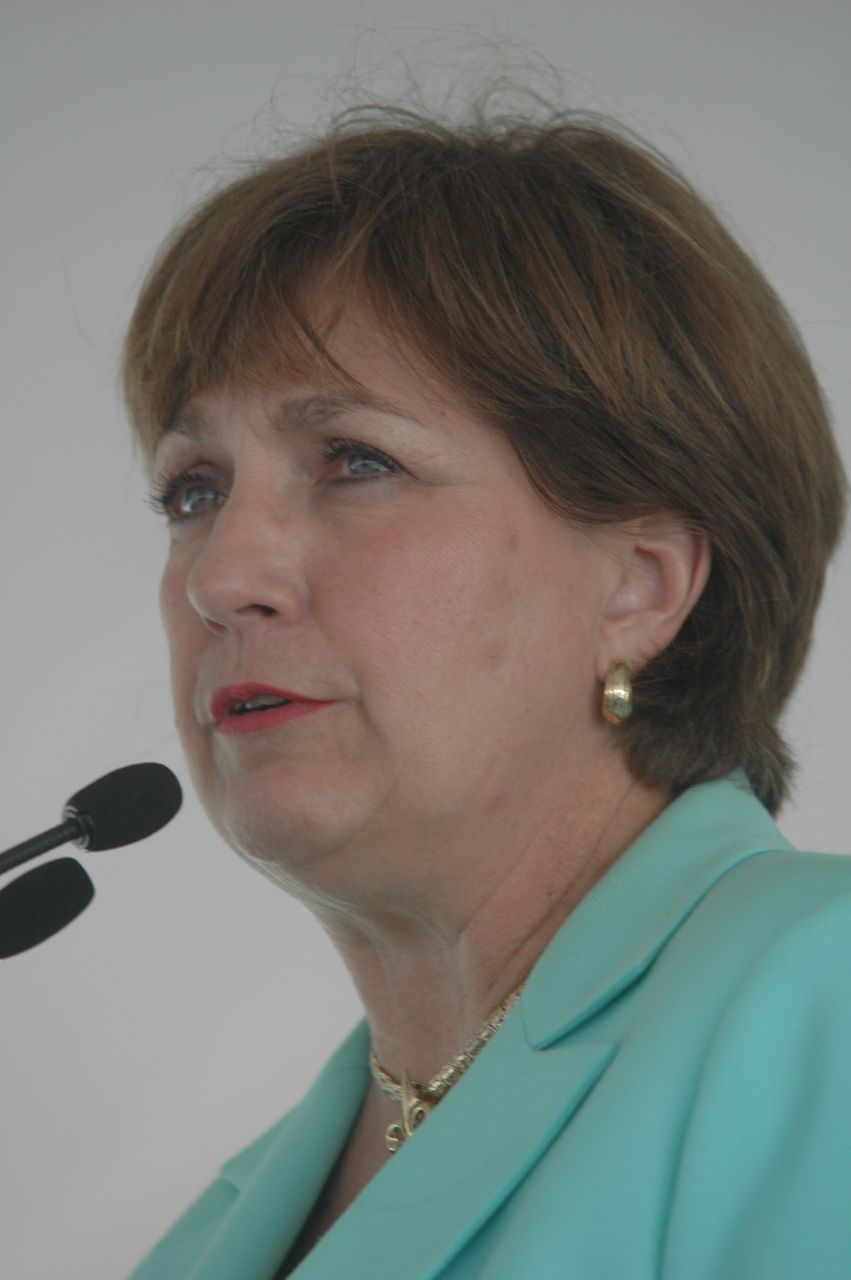
Kathleen Blanco (2006)

Kathleen Babineaux Blanco [ˈkæθliːn ˈbæbɪnoʊ ˈblæŋkoʊ] (* 15. Dezember 1942 in New Iberia, Louisiana; † 18. August 2019 in Lafayette, Louisiana) war eine US-amerikanische Politikerin. Sie war von 2004 bis 2008 als erste Frau Gouverneurin des Bundesstaats Louisiana.
Kathleen Blanco war Mitglied der Demokratischen Partei. Sie machte 1964 ihren Abschluss auf der University of Louisiana at Lafayette. Vor ihrer Tätigkeit als Gouverneurin war sie von 1996 bis 2004 Vizegouverneurin; von 1984 bis 1988 gehörte sie dem Repräsentantenhaus von Louisiana an.
Während ihrer Zeit als Stellvertreterin von Gouverneur Mike Foster beschleunigte sie die Entwicklung des Tourismus des Bundesstaates. Ihre Bemühungen führten zur „Franco Fête“, einer landesweiten Zelebrierung des französischen Einflusses in Louisiana, der seit 300 Jahren währt. Die Festlichkeiten zogen viele Touristen, vor allem aus Frankreich und Kanada, an. Blanco koordinierte auch einen weiteren Tourismus-Erfolg: die Feier zum 200-jährigen Jubiläum.
Am 15. November 2003 wurde sie in das Amt des Gouverneurs von Louisiana gewählt, indem sie ihren republikanischen Konkurrenten Bobby Jindal in einer Stichwahl besiegte, und trat ihr Amt im Januar 2004 an. Sie wurde von vielen Seiten wegen ihrer Reaktion auf Hurrikan Katrina kritisiert und trat zu den Gouverneurswahlen am 20. Oktober 2007 nicht wieder an. Bobby Jindal, der wiederum als republikanischer Kandidat antrat, wurde als erster Nicht-Weißer seit 1873 zum Gouverneur Louisianas gewählt und am 14. Januar 2008 als Blancos Nachfolger vereidigt.
Sie starb am 18. August 2019 an Krebs.